# Circuito Brasileiro de Voleibol de Praia Feminino Sub-19 de 2019
O Circuito Brasileiro de Voleibol de Praia Sub-19 de 2019, também chamado de Circuito Banco do Brasil de Vôlei de Praia Sub-19, foi a décima sexta edição da principal competição nacional de Vôlei de Praia na categoria Sub-19 na variante masculina, iniciado em 14 de fevereiro de 2019.

## Resultados

### Circuito Sub-19
| Evento                                                               | Ouro                                         | Prata                               | Bronze                            | Quarto lugar                        |
| 1ª Etapa Fortaleza, Ceará 14 a 17 de fevereiro de 2019.              | Maria Clara Carvalhaes Anna Beatriz Ferreira | Ágatha Rodrigues Karol Góis         | Maria Luiza Sena Emanuely Cardoso | Helena Weber Lari Teles             |
| 2ª Etapa Jaboatão dos Guararapes, Pernambuco 3 a 6 de junho de 2019. | Ágatha Rodrigues Karol Góis                  | Giovana Macêdo Pamella Torres       | Thainara Feitosa Cecília Gonzaga  | Anna Beatriz Ferreira Sophia Dantas |
| 3ª Etapa Cabo Frio, Rio de Janeiro 1 a 4 de julho de 2019.           | Ágatha Rodrigues Karol Góis                  | Anna Beatriz Ferreira Sophia Dantas | Thainara Feitosa Cecília Gonzaga  | Manuela Niemeyer Camila Miranda     |